# 马里奥·居尔
马里奥·居尔（德語：Mario Gyr，1985年5月2日—），瑞士男子赛艇运动员。他曾代表瑞士参加2012年和2016年夏季奥林匹克运动会赛艇比赛，其中2016年奥运会获得一枚金牌。